# Nagroda im. Ryszarda Kapuścińskiego
Nagroda im. Ryszarda Kapuścińskiego – polska coroczna nagroda literacka przyznawana od 2010, ustanowiona przez władze Warszawy i przy wsparciu „Gazety Wyborczej”. Jej celem jest wyróżnienie najlepszych książek reporterskich, podejmujących ważne problemy współczesności, zmuszających do refleksji i pogłębiających wiedzę o świecie innych kultur. Stanowi również formę uhonorowania polskiego reportera, Ryszarda Kapuścińskiego. Honorowy patronat nad nagrodą objęła żona pisarza, Alicja Kapuścińska.

## Zasady przyznawania nagrody
Nagroda przyznawana jest autorowi najlepszego reportażu literackiego wydanego po polsku w Polsce w danym roku oraz autorowi najlepszego przekładu reportażu literackiego na język polski (od czwartej edycji nagroda za przekład jest przyznawana niezależnie od nagrody za reportaż). Jurorzy spośród propozycji nadesłanych przez wydawnictwa przyznają najpierw nominacje dla dziesięciu książek (długa lista), z których następnie wybierają finałową piątkę (krótka lista). Podczas gali przyznania nagród jury ogłasza ostatecznych laureatów.
Zwycięzcy otrzymują nagrodę pieniężną w wysokości 120 tys. zł w kategorii najlepszy reportaż literacki roku oraz 25 tys. zł w kategorii najlepszy przekład reportażu literackiego roku (w latach 2010-2018 było to odpowiednio: 50 tys. i 15 tys., a w latach 2019-2024: 100 tys. i 20 tys. zł). Finaliści, którzy nie otrzymają nagrody głównej, również otrzymują gratyfikację pieniężną, czyli 15 tys. zł dla autora i 8 tys. zł dla tłumacza (w latach 2010-2018 otrzymywali pamiątkowy dyplom i fotografię autorstwa Ryszarda Kapuścińskiego, a w latach 2019-2024 odpowiednio: 5 tys. i 2 tys. zł).

## Zdobywcy nagrody za najlepszy reportaż literacki
- Edycja I (2010): Jean Hatzfeld, Strategia antylop, przeł. z jęz. francuskiego Jacek Giszczak, Wydawnictwo Czarne[2]
- Edycja II (2011): Swiatłana Aleksijewicz, Wojna nie ma w sobie nic z kobiety, przeł. z jęz. rosyjskiego Jerzy Czech, Wydawnictwo Czarne[4]
- Edycja III (2012): Liao Yiwu, Prowadzący umarłych. Opowieści prawdziwe. Chiny z perspektywy nizin społecznych, przeł. Wen Huang i Agnieszka Pokojska, Wydawnictwo Czarne[7]
- Edycja IV (2013): Ed Vulliamy, Ameksyka. Wojna wzdłuż granicy, przeł. z jęz. angielskiego Janusz Ochab, Wydawnictwo Czarne[8]
- Edycja V (2014): Elisabeth Åsbrink, W Lesie Wiedeńskim wciąż szumią drzewa, przeł. z jęz. szwedzkiego Irena Kowadło-Przedmojska, Wydawnictwo Czarne[9]
- Edycja VI (2015): dwa równorzędne wyróżnienia[4]:
  - Swiatłana Aleksijewicz, Czasy secondhand. Koniec czerwonego człowieka, przeł. z jęz. rosyjskiego Jerzy Czech, Wydawnictwo Czarne
  - Michał Olszewski, Najlepsze buty na świecie, Wydawnictwo Czarne
- Edycja VII (2016): Paweł Piotr Reszka, Diabeł i tabliczka czekolady, wyd. Agora[10]
- Edycja VIII (2017): Rana Dasgupta, Delhi. Stolica ze złota i snu, przeł. z jęz. angielskiego Barbara Kopeć-Umiastowska, Wydawnictwo Czarne[11]
- Edycja IX (2018): Anna Bikont, Sendlerowa. W ukryciu, Wydawnictwo Czarne[12]
- Edycja X (2019): Maciej Zaremba Bielawski, Dom z dwiema wieżami, przeł. z jęz. szwedzkiego Mariusz Kalinowski, wyd. Karakter[13][14]
- Edycja XI (2020): Katarzyna Kobylarczyk, Strup. Hiszpania rozdrapuje rany, Wydawnictwo Czarne[15]
- Edycja XII (2021): Jessica Bruder, Nomadland, przeł. z jęz. angielskiego Martyna Tomczak, Wydawnictwo Czarne[16]
- Edycja XIII (2022): Ander Izagirre, Potosí. Góra, która zjada ludzi, przeł. z jęz. hiszpańskiego Jerzy Wołk-Łaniewski, wyd. Filtry[17]
- Edycja XIV (2023): Anna Goc, Głusza, wyd. Dowody na Istnienie[18]
- Edycja XV (2024): Fernanda Melchor, To nie jest Miami, przeł. z jęz. hiszpańskiego Tomasz Pindel, Wydawnictwo ArtRage[19]
- Edycja XVI (2025): Andrzej Dybczak, Las duchów, Wydawnictwo Nisza[20]

## Zdobywcy nagrody za najlepszy przekład reportażu na język polski
- Edycja I (2010): Jacek Giszczak za przekład z jęz. francuskiego książki Strategia antylop Jeana Hatzfelda, Wydawnictwo Czarne[21]
- Edycja II (2011): Jerzy Czech za przekład z jęz. rosyjskiego książki Wojna nie ma w sobie nic z kobiety Swietłany Aleksijewicz, Wydawnictwo Czarne[22]
- Edycja III (2012): Wen Huang (przekład na język angielski) i Agnieszka Pokojska (przekład z tłumaczenia angielskiego na język polski) za książkę Prowadzący umarłych. Opowieści prawdziwe. Chiny z perspektywy nizin społecznych Liao Yiwu, Wydawnictwo Czarne[7]
- Edycja IV (2013): Janusz Ochab za przekład z jęz. angielskiego książki Ameksyka. Wojna wzdłuż granicy Eda Vulliamy, Wydawnictwo Czarne[8]
- Edycja V (2014): Irena Kowadło-Przedmojska za przekład z jęz. szwedzkiego książki W Lesie Wiedeńskim wciąż szumią drzewa Elisabeth Åsbrink, Wydawnictwo Czarne[9]
- Edycja VI (2015): dwa równorzędne wyróżnienia:
  - Jerzy Czech za przekład z jęz. rosyjskiego książki Czasy secondhand. Koniec czerwonego człowieka Swiatłany Aleksijewicz, Wydawnictwo Czarne[23]
  - Mariusz Kalinowski za przekład z jęz. szwedzkiego książki Krótki przystanek w drodze z Auschwitz Görana Rosenberga, Wydawnictwo Czarne[4]
- Edycja VII (2016): nagrody nie przyznano[10]
- Edycja VIII (2017): trzy równorzędne wyróżnienia[11]:
  - Barbara Kopeć-Umiastowska za przekład z jęz. angielskiego książki Delhi. Stolica ze złota i snu Rana Dasgupty, Wydawnictwo Czarne
  - Janusz Ochab za przekład z jęz. angielskiego książki Wojna umarła, niech żyje wojna. Bośniackie rozrachunki Eda Vulliamy’ego, Wydawnictwo Czarne
  - Marta Szafrańska-Brandt za przekład z jęz. hiszpańskiego książki Głód Martina Caparrósa, Wydawnictwo Literackie
- Edycja IX (2018): Sergiusz Kowalski za przekład z jęz. angielskiego książki Miasto cierni. Największy obóz dla uchodźców Bena Rawlence’a, Wydawnictwo Czarne[24]
- Edycja X (2019): Mariusz Kalinowski za przekład z jęz. szwedzkiego książki Dom z dwiema wieżami Macieja Zaremby Bielawskiego, wyd. Karakter[25]
- Edycja XI (2020): trzy równorzędne wyróżnienia[15]:
  - Irena Kowadło-Przedmojska za przekład z jęz. szwedzkiego książki Dobry wilk. Tragedia w szwedzkim zoo Larsa Berge, Wydawnictwo Czarne
  - Tomasz Pindel za przekład z jęz. hiszpańskiego książki Bestia. O ludziach, którzy nikogo nie obchodzą Óscara Martíneza, wyd. Post Factum / Sonia Draga
  - Marek S. Zadura za przekład z jęz. ukraińskiego książki Punkt zerowy Artema Czecha, wyd. Warsztaty Kultury
- Edycja XII (2021): Martyna Tomczak za przekład z jęz. angielskiego książki Nomadland Jessiki Bruder, Wydawnictwo Czarne[26]
- Edycja XIII (2022): Jerzy Wołk-Łaniewski za przekład z jęz. hiszpańskiego książki Potosí. Góra, która zjada ludzi Andera Izagirre, wyd. Filtry[17]
- Edycja XIV (2023): nagrody nie przyznano[18]
- Edycja XV (2024): Tomasz Pindel za przekład z jęz. hiszpańskiego książki To nie jest Miami Fernandy Melchor, Wydawnictwo ArtRage
- Edycja XVI (2025): nagrody nie przyznano

## Pióro Wolności
Raz w historii nagrody zdecydowano o przyznaniu specjalnego wyróżnienia. W 2015 roku Jury przychyliło się do wniosku Patrona Honorowego Nagrody Alicji Kapuścińskiej i przyznało „Pióro Wolności” Martinowi Pollackowi. Chciano w ten sposób uhonorować przyjaciela Ryszarda Kapuścińskiego i tłumacza jego książek, który wspierał działalność polskiej opozycji w okresie PRL-u. W uzasadnieniu nazwano go również europejskim humanistą i strażnikiem pamięci, „który odważnie zabiera głos w istotnych, nawet najbardziej drażliwych i niechlubnych dla współczesnej Europy sprawach”.

## Słowa bez Granic. Studencka Nagroda im. Ryszarda Kapuścińskiego za Reportaż Literacki
W latach 2014–2020 organizatorzy nagrody współpracowali z Instytutem Dziennikarstwa i Komunikacji Społecznej Uniwersytetu Wrocławskiego. Działający na nim studenci tworzyli Studenckie Jury, czytali i recenzowali pozycje z długiej listy nominacji, a następnie przyznawali własne wyróżnienie.
Laureaci:
- Edycja V (2014): Mark Danner, Masakra w El Mozote. Opowieść o deprawacji władzy, przeł. z języka angielskiego Krzysztof Umiński, wyd. Wielka Litera
- Edycja VI (2015): Magdalena Grzebałkowska, Beksińscy. Portret podwójny, wyd. Znak
- Edycja VII (2016): Karolina Domagalska, Nie przeproszę, że urodziłam. Historie rodzin z in vitro, Wydawnictwo Czarne
- Edycja VIII (2017): Martín Caparrós, Głód, przeł. z jęz. hiszpańskiego Marta Szafrańska-Brandt, Wydawnictwo Literackie
- Edycja IX (2018): Ben Rawlence, Miasto cierni, przeł. z jęz. angielskiego Sergiusz Kowalski, Wydawnictwo Czarne
- Edycja X (2019): nagrody nie przyznano
- Edycja XI (2020): Joanna Gierak-Onoszko, 27 śmierci Toby’ego Obeda, wyd. Dowody na Istnienie

## Plebiscyt Czytelników
W latach 2015–2016 Gazeta Wyborcza organizowała wśród swoich czytelników plebiscyt, w ramach którego można było głosować na pozycje z finałowej piątki.
Laureaci:
- Edycja VI (2015): Swietłana Aleksijewicz, Czasy secondhand. Koniec czerwonego człowieka, przeł. z jęz. rosyjskiego Jerzy Czech, Wydawnictwo Czarne[31]
- Edycja VII (2016): Karolina Domagalska, Nie przeproszę, że urodziłam. Historie rodzin z in vitro, Wydawnictwo Czarne[10]

## Nominacje
Edycja I (2010)
finaliści
- Wojciech Jagielski, Nocni wędrowcy, wyd. Terra Incognita
- Włodzimierz Nowak, Serce narodu koło przystanku, Wydawnictwo Czarne
- Klaus Brinkbäumer, Afrykańska odyseja (Der Traum vom Leben – Eine afrikanische Odyssee), przeł. z jęz. niemieckiego Joanna Czudec, Wydawnictwo Czarne
- Jean Hatzfeld, Strategia antylop (La stratégie des antilopes), przeł. z jęz. francuskiego Jacek Giszczak, Wydawnictwo Czarne
- Riccard Orizio, Zaginione białe plemiona (Tribù bianche perdute. Viaggio tra i dimenticati), przeł. z jęz. włoskiego Joanna Ugniewska i Mateusz Salwa, Wydawnictwo Czarne

pozostałe nominacje
- Jacek Hugo-Bader, Biała gorączka, Wydawnictwo Czarne
- Frank Westerman, Ararat (Ararat), przeł. z jęz. niderlandzkiego Piotr Oczko i Sławomir Paszkiet, wyd. Iskry
- Asne Seierstad, Dzieci Groznego (De Krenkede. Historier fra Tsjetsjenia), przeł. z jęz. norweskiego Iwona Zimnicka, wyd. W.A.B.
- Misha Glenny, McMafia. Zbrodnia nie zna granic (McMafia: A Journey Through the Global Criminal Underworld), przeł. z jęz. angielskiego Maria Jaszczurowska, wyd. W.A.B.
- Tim Butcher, Rzeka krwi. Podróż do pękniętego serca Afryki (Blood River: A Journey to Africa's Broken Heart), przeł. z jęz. angielskiego Jakub Czernik, wyd. Carta Blanca

Edycja II (2011)
finaliści
- John Pomfret, Lekcje chińskiego. Dzieci rewolucji kulturalnej i dzisiejsze Chiny (Chinese Lessons: Five Classmates and the Story of the New China), przeł. z jęz. angielskiego Jan Halbersztat, wyd. Ushuaia.pl
- Peter Froeberg Idling, Uśmiech Pol Pota (Pol Pots leende), przeł. z jęz. szwedzkiego Mariusz Kalinowski, Wydawnictwo Czarne
- Swiatłana Aleksijewicz, Wojna nie ma w sobie nic z kobiety (U wojny – nie żenskoje lico), przeł. z jęz. rosyjskiego Jerzy Czech, Wydawnictwo Czarne
- Chloe Hooper, Wysoki. Śmierć Camerona Doomadgee (Tall Man: The Death of Doomadgee), przeł. z jęz. angielskiego Agnieszka Nowakowska, Wydawnictwo Czarne
- Wojciech Górecki, Toast za przodków, Wydawnictwo Czarne

pozostałe nominacje
- Yoani Sanchez, Cuba libre. Notatki z Hawany (Havana Real: One Woman Fights to Tell the Truth About Cuba Today), przeł. z jęz. hiszpańskiego Joanna Wachowiak-Finlaison, wyd. W.A.B.
- Wojciech Tochman, Dzisiaj narysujemy śmierć, Wydawnictwo Czarne
- Kevin Frazier i Arto Halonen, W cieniu świętej księgi (Shadow of the Holy Book), przeł. z jęz. angielskiego Sebastian Musielak, Wydawnictwo Czarne
- Michał Olszewski, Zapiski na biletach, wyd. W.A.B.
- E. Benjamin Skinner, Zbrodnia. Twarzą w twarz ze współczesnym niewolnictwem (A Crime So Monstrous: Face-to-Face with Modern-Day Slavery), przeł. z jęz. angielskiego Jacek Konieczny, wyd. Znak

Edycja III (2012)
finaliści
- Filip Springer, Miedzianka, Wydawnictwo Czarne
- Raja Shehadeh, Palestyńskie wędrówki. Zapiski o znikającym krajobrazie (Palestinian Walks: Notes on a Vanishing Landscape), przeł. z jęz. angielskiego Anna Sak, wyd. Karakter
- Colin Thubron, Po Syberii (In Siberia), przeł. z jęz. angielskiego Dorota Kozińska, Wydawnictwo Czarne
- Liao Yiwu, Prowadzący umarłych. Opowieści prawdziwe. Chiny z perspektywy nizin społecznych (oryg. 中國底層訪談錄, ang. The Corpse Walker: Real Life Stories: China from the Bottom Up), przeł. z jęz. angielskiego Agnieszka Pokojska (angielski przekład Wen Huanga), Wydawnictwo Czarne
- Francisco Goldman, Sztuka politycznego morderstwa, czyli kto zabił biskupa? (The Art of Political Murder: Who Killed the Bishop?), przeł. z jęz. angielskiego Janusz Ruszkowski, Wydawnictwo Czarne

pozostałe nominacje
- Barbara Demick, Światu nie mamy czego zazdrościć. Zwyczajne losy mieszkańców Korei Północnej (Nothing to Envy: Ordinary Lives in North Korea), przeł. z jęz. angielskiego Agnieszka Nowakowska, Wydawnictwo Czarne
- Jacek Hugo-Bader, Dzienniki kołymskie, Wydawnictwo Czarne
- Jonathan Littell, Czeczenia. Rok III (Tchétchénie, An III), przeł. z jęz. francuskiego Małgorzata Kozłowska, Wydawnictwo Literackie
- Suketu Mehta, Maximum city Bombaj (Maximum City: Bombay Lost and Found), przeł. z jęz. angielskiego Marta Bręgiel-Benedyk, wyd. Namas
- Lidia Ostałowska, Farby wodne, Wydawnictwo Czarne

Edycja IV (2013)
finaliści
- William Dalrymple, Dziewięć żywotów. Na tropie świętości we współczesnych Indiach (Nine Lives: In Search of the Sacred in Modern India), przeł. z jęz. angielskiego Saba Litwińska, Wydawnictwo Czarne
- Wojciech Jagielski, Wypalanie traw, wyd. Znak
- Lidia Ostałowska, Bolało jeszcze bardziej, Wydawnictwo Czarne
- Ed Vulliamy, Ameksyka. Wojna wzdłuż granicy (Amexica: War Along the Borderline), przeł. z jęz. angielskiego Janusz Ochab, Wydawnictwo Czarne
- Mariusz Zawadzki, Nowy wspaniały Irak, wyd. W.A.B.

pozostałe nominacje
- Jean Hatzfeld, Sezon maczet (Une saison de machettes), przeł. z jęz. francuskiego Jacek Giszczak, Wydawnictwo Czarne
- Igor T. Miecik, 14:57 do Czyty. Reportaże z Rosji, Wydawnictwo Czarne
- Magdalena Skopek, Dobra krew. W krainie reniferów, bogów i ludzi, Wydawnictwo Naukowe PWN
- Colin Thubron, Utracone serce Azji (The Lost Heart of Asia), przeł. z jęz. angielskiego Dorota Kozińska, Wydawnictwo Czarne
- Günter Wallraff, Z nowego wspaniałego świata (Aus der schönen neunen Welt), przeł. z jęz. niemieckiego Urszula Poprawska, Wydawnictwo Czarne

Edycja V (2014)
finaliści
- Elisabeth Asbrink, W Lesie Wiedeńskim wciąż szumią drzewa (Och i Wienerwald står träden kvar), przeł. z jęz. szwedzkiego Irena Kowadło-Przedmojska, Wydawnictwo Czarne
- Katherine Boo, Zawsze piękne. Życie, śmierć i nadzieja w slumsach Bombaju (Behind the Beautiful Forevers: Life, Death and Hope in a Mumbai Undercity), przeł. z jęz. angielskiego Adriana Sokołowska-Ostapko, wyd. Znak
- Mark Danner, Masakra w El Mozote. Opowieść o deprawacji władzy (The Massacre at El Mozote: A Parable of the Cold War), przeł. z jęz. angielskiego Krzysztof Umiński, wyd. Wielka Litera
- Wojciech Jagielski, Trębacz z Tembisy. Droga do Mandeli, wyd. Znak
- Filip Springer, Zaczyn. O Zofii i Oskarze Hansenach, wyd. Karakter i Muzeum Sztuki Nowoczesnej w Warszawie

pozostałe nominacje
- Peter Hessler, Przez drogi i bezdroża. Podróż po nowych Chinach (Country Driving: A Journey Through China from Farm to Factory), przeł. z jęz. angielskiego Jakub Jedliński, Wydawnictwo Czarne
- Jolanta Krysowata, inspiracja Patrick Yoka, Skrzydło Anioła. Historia tajnego ośrodka dla koreańskich sierot, wyd. Świat Książki
- V.S. Naipaul, Indie. Miliony zbuntowanych (India: A Million Mutinies Now), przeł. z jęz. angielskiego Agnieszka Nowakowska i Maryna Ochab, Wydawnictwo Czarne
- Dionisios Sturis, Grecja. Gorzkie pomarańcze, wyd. W.A.B.
- Maciej Wasielewski, Jutro przypłynie królowa, Wydawnictwo Czarne

Edycja VI (2015)
finaliści
- Swiatłana Aleksijewicz, Czasy secondhand. Koniec czerwonego człowieka (Wremja second-hand. Koniec krasnogo czielowieka), przeł. z jęz. rosyjskiego Jerzy Czech, Wydawnictwo Czarne
- Iza Michalewicz, Życie to za mało. Notatki o stracie i poszukiwania nadziei, wyd. Znak
- Michał Olszewski, Najlepsze buty na świecie, Wydawnictwo Czarne
- Göran Rosenberg, Krótki przystanek w drodze z Auschwitz (Ett kort uppehåll på vägen från Auschwitz), przeł. z jęz. szwedzkiego Mariusz Kalinowski, Wydawnictwo Czarne
- Drauzio Varella, Ostatni krąg. Najniebezpieczniejsze więzienie w Brazylii (Estação Carandiru), przeł. z jęz. portugalskiego Michał Lipszyc, Wydawnictwo Czarne

pozostałe nominacje
- Magdalena Grzebałkowska, Beksińscy. Portret podwójny, wyd. Znak
- Piotr Nesterowicz, Cudowna, wyd. Dowody na Istnienie
- Paweł Smoleński, Oczy zasypane piaskiem. Notatki z Palestyny, Wydawnictwo Czarne
- Witold Szabłowski, Tańczące niedźwiedzie. Reportaże z transformacji, wyd. Agora
- Ewa Winnicka, Angole, Wydawnictwo Czarne

Edycja VII (2016)
finaliści
- Jenny Nordberg, Chłopczyce z Kabulu. Za kulisami buntu obyczajowego w Afganistanie (The Underground Girls of Kabul: In Search of a Hidden Resistance in Afghanistan), przeł. z jęz. angielskiego Justyn Hunia, Wydawnictwo Czarne
- Karolina Domagalska, Nie przeproszę, że urodziłam. Historie rodzin z in vitro, Wydawnictwo Czarne
- Zbigniew Parafianowicz i Michał Potocki, Wilki żyją poza prawem. Jak Janukowycz przegrał Ukrainę, Wydawnictwo Czarne
- Michał Książek, Droga 816, Fundacja Sąsiedzi
- Paweł Piotr Reszka, Diabeł i tabliczka czekolady, wyd. Agora

pozostałe nominacje
- Magdalena Grzebałkowska, 1945. Wojna i pokój, wyd. Agora
- Wojciech Jagielski, Wszystkie wojny Lary, wyd. Znak
- Åsne Seierstad, Jeden z nas. Opowieść o Norwegii (En av oss: En fortelling om Norge), przeł. z jęz. norweskiego Iwona Zimnicka, wyd. W.A.B.
- Katarzyna Surmiak-Domańska, Ku Klux Klan. Tu mieszka miłość, Wydawnictwo Czarne
- Małgorzata Szejnert, Usypać góry. Historie z Polesia, wyd. Znak

Edycja VIII (2017)
finaliści
- Martín Caparrós, Głód (El hambre), przeł. z jęz. hiszpańskiego Marta Szafrańska-Brandt, Wydawnictwo Literackie
- Rana Dasgupta, Delhi. Stolica ze złota i snu (Capital: A Portrait of Twenty-First Century Delhi), przeł. z jęz. angielskiego Barbara Kopeć-Umiastowska, Wydawnictwo Czarne
- Cezary Łazarewicz, Żeby nie było śladów. Sprawa Grzegorza Przemyka, Wydawnictwo Czarne
- Aneta Prymaka-Oniszk, Bieżeństwo 1915. Zapomniani uchodźcy, Wydawnictwo Czarne
- Ed Vulliamy, Wojna umarła, niech żyje wojna. Bośniackie rozrachunki (The War is Dead, Long Live the War: Bosnia: the Reckoning), przeł. z jęz. angielskiego Janusz Ochab, Wydawnictwo Czarne

pozostałe nominacje
- Monika Sznajderman, Fałszerze pieprzu. Historia rodzinna, Wydawnictwo Czarne
- Witold Szabłowski, Sprawiedliwi zdrajcy. Sąsiedzi z Wołynia, wyd. Znak
- Katarzyna Kwiatkowska-Moskalewicz, Zabić smoka. Ukraińskie rewolucje, Wydawnictwo Czarne
- Justyna Kopińska, Polska odwraca oczy, wyd. Świat Książki
- Katarzyna Boni, Ganbare! Warsztaty umierania, wyd. Agora

Jury zdecydowało się dodatkowo nominować Joannę Malawską za tłumaczenie z języka włoskiego Legendy żeglujących gór (La leggenda dei monti naviganti) Paolo Rumiza, która ukazała się nakładem Wydawnictwa Czarnego.
Edycja IX (2018)
finaliści
- Anna Bikont, Sendlerowa. W ukryciu, Wydawnictwo Czarne
- Joanna Czeczott, Petersburg. Miasto snu, Wydawnictwo Czarne
- Marek Łuszczyna, Mała zbrodnia. Polskie obozy koncentracyjne, wyd. Znak Horyzont
- Sacha Batthyany, A co ja mam z tym wspólnego? Zbrodnia popełniona w marcu 1945. Dzieje mojej rodziny (Und was hat das mit mir zu tun? Ein Verbrechen im März 1945. Die Geschichte meiner Familie), przeł. z jęz. niemieckiego Emilia Bielicka, wyd. Czytelnik
- Ben Rawlence, Miasto cierni. Największy obóz dla uchodźców (City of Thorns: Nine Lives in the World’s Largest Refugee Camp), przeł. z jęz. angielskiego Sergiusz Kowalski, Wydawnictwo Czarne

pozostałe nominacje
- Iwona Szpala i Małgorzata Zubik, Święte prawo. Historie ludzi i kamienic z reprywatyzacją w tle, wyd. Agora
- Marcin Kącki, Poznań. Miasto grzechu, Wydawnictwo Czarne
- Olga Gitkiewicz, Nie hańbi, Wydawnictwo Czarne
- Wolfgang Bauer, Porwane. Boko Haram i terror w sercu Afryki (Die geraubten Mädchen: Boko Haram und der Terror im Herzen Afrikas), przeł. z jęz. niemieckiego Elżbieta Kalinowska, Wydawnictwo Czarne

- prof. Arlie Russel Hochschild, Obcy we własnym kraju. Gniew i żal amerykańskiej prawicy (Strangers in Their Own Land: Anger and Mourning on the American Right), przeł. z jęz. angielskiego Hanna Pustuła-Lewicka, wyd. Krytyka Polityczna

Edycja X (2019)
finaliści
- Paweł Kapusta, Agonia. Lekarze i pacjenci w stanie krytycznym, wyd. Wielka Litera
- Masha Gessen, Będzie to, co było. Jak totalitaryzm odradza się w Rosji (The Future Is History: How Totalitarianism Reclaimed Russia), przeł. z jęz. angielskiego Magdalena Iwińska i Hanna Faryna-Paszkiewicz, wyd. Prószyński i S-ka
- Maciej Zaremba Bielawski, Dom z dwiema wieżami (Huset med de två tornen), przeł. z jęz. szwedzkiego Mariusz Kalinowski, wyd. Karakter
- Mariusz Szczygieł, Nie ma, wyd. Dowody na Istnienie
- Ben Judah, Nowi Londyńczycy (This Is London), przeł. z jęz. angielskiego Barbara Gutowska-Nowak, Wydawnictwo Uniwersytetu Jagiellońskiego

pozostałe nominacje
- Małgorzata Rejmer, Błoto słodsze niż miód. Głosy komunistycznej Albanii, Wydawnictwo Czarne
- Ilona Wiśniewska, Lud. Z grenlandzkiej wyspy, Wydawnictwo Czarne
- Marci Shore, Ukraińska noc (The Ukrainian Night: An Intimate History of Revolution), przeł. z jęz. angielskiego Marcin Szuster, wyd. Krytyka Polityczna
- Niklas Orrenius, Strzały w Kopenhadze (Skotten i Köpenhamn: ett reportage om Lars Vilks, extremism och yttrandefrihetens gränser), przeł. z jęz. szwedzkiego Katarzyna Tubylewicz, Wydawnictwo Poznańskie
- Rob Schmitz, Ulica wiecznej szczęśliwości. O czym marzy Szanghaj (Street of Eternal Happiness: Big City Dreams Along a Shanghai Road), przeł. z jęz. angielskiego Hanna Pustuła-Lewicka, Wydawnictwo Czarne

Edycja XI (2020)
finaliści
- Lars Berge, Dobry wilk. Tragedia w szwedzkim zoo (Vargattacken), przeł. z jęz. szwedzkiego Irena Kowadło-Przedmojska, Wydawnictwo Czarne
- Artem Czech, Punkt zerowy (Точка нуль), przeł. z jęz. ukraińskiego Marek S. Zadura, wyd. Warsztaty Kultury
- Joanna Gierak-Onoszko, 27 śmierci Toby’ego Obeda, wyd. Dowody na Istnienie
- Katarzyna Kobylarczyk, Strup. Hiszpania rozdrapuje rany, Wydawnictwo Czarne
- Óscar Martinez, Bestia. O ludziach, którzy nikogo nie obchodzą (Los Migrantes Que No Importan: En El Camino Con Los Centroamericanos Indocumentados En Mexico), przeł. z jęz. hiszpańskiego Tomasz Pindel, wyd. Post Factum / Sonia Draga

pozostałe nominacje
- Alberto Arce, Telefon obwieszcza śmierć. Zapiski korespondenta w Hondurasie (Novato en nota roja: Corresponsal en Tegucigalpa), przeł. z jęz. hiszpańskiego Jerzy Wołk-Łaniewski, wyd. Post Factum / Sonia Draga
- Kate Brown, Czarnobyl. Instrukcje przetrwania (Manual for Survival: A Chernobyl Guide to the Future), przeł. z jęz. angielskiego Tomasz S. Gałązka, Wydawnictwo Czarne
- Marta Mazuś, Historie dziwnych samotności, wyd. Wielka Litera
- Agnieszka Pajączkowska, Wędrowny Zakład Fotograficzny, Wydawnictwo Czarne
- Paweł Piotr Reszka, Płuczki. Poszukiwacze żydowskiego złota, wyd. Agora

Edycja XII (2021)
finaliści
- Jessica Bruder, Nomadland. W drodze za pracą (Nomadland: Surviving America in the Twenty-First Century), przeł. z jęz. angielskiego Martyna Tomczak, Wydawnictwo Czarne
- Eliane Brum, Kolekcjoner porzuconych dusz. Reportaże z Brazylii (The Collector of Leftover Souls: Field Notes on Brazil's Everyday Insurrections[a]), przeł. z jęz. portugalskiego Gabriel Borowski, Wydawnictwo Uniwersytetu Jagiellońskiego
- Jelena Kostiuczenko, Przyszło nam tu żyć. Reportaże z Rosji (Nam zdiesʹ żytʹ[b]), przeł. z jęz. rosyjskiego Katarzyna Kwiatkowska-Moskalewicz, Wydawnictwo Czarne
- Karolina Sulej, Rzeczy osobiste. Opowieść o ubraniach w obozach koncentracyjnych i zagłady, Wydawnictwo Czerwone i Czarne
- Matilda Voss Gustavsson, Klub. Seksskandal w komitecie noblowskim (Klubben), przeł. z jęz. szwedzkiego Justyna Czechowska, wyd. Wielka Litera

pozostałe nominacje
- Marcin Kącki, Oświęcim. Czarna zima, wyd. Znak Literanova
- Katarzyna Kobylarczyk, Kobiety Nowej Huty. Cegły, perły i petardy, wyd. Mando
- Hanna Krall, Synapsy Marii H., Wydawnictwo Literackie
- Mark O’Connell, Być maszyną (To Be a Machine: Adventures Among Cyborgs, Utopians, Hackers, and the Futurists Solving the Modest Problem of Death), przeł. z jęz. angielskiego Aleksandra Małecka, wyd. Krytyka Polityczna
- Mirosław Tryczyk, Drzazga. Kłamstwa silniejsze niż śmierć, wyd. Znak Literanova

Edycja XIII (2022)
finaliści
- Barbara Demick, Zjadanie Buddy. Życie tybetańskiego miasteczka w cieniu Chin (Eat the Buddha: Life and Death in a Tibetan Town), przeł. z jęz. angielskiego Barbara Gadomska, Wydawnictwo Czarne
- Małgorzata Gołota, Spinalonga. Wyspa trędowatych, wyd. Agora
- Peter Hessler, Pogrzebana. Życie, śmierć i rewolucja w Egipcie (The Buried: An Archaeology of the Egyptian Revolution), przeł. z jęz. angielskiego Hanna Jankowska, Wydawnictwo Czarne
- Rafał Hetman, Izbica, Izbica, Wydawnictwo Czarne
- Ander Izagirre, Potosí. Góra, która zjada ludzi (Potosí), przeł. z jęz. hiszpańskiego Jerzy Wołk-Łaniewski, wyd. Filtry

pozostałe nominacje
- Marek Szymaniak, Zapaść. Reportaże z mniejszych miast, Wydawnictwo Czarne
- Bill Buford, Między kibolami (Among the Thugs), przeł. z jęz. angielskiego Krzysztof Cieślik, wyd. Cyranka
- Heidi Blake, Krwawe pozdrowienia z Rosji. Jak Władimir Putin eliminuje swoich przeciwników (From Russia with Blood: The Kremlin's Ruthless Assassination Program and Vladimir Putin's Secret War on the West), przeł. z jęz. angielskiego Hanna Pustuła-Lewicka, Wydawnictwo W.A.B.
- Remigiusz Ryziński, Hiacynt. PRL wobec homoseksualistów, Wydawnictwo Czarne
- Jakub Korus, Surogatki. Historie kobiet, które rodzą „po cichu”, wyd. Znak

Edycja XIV (2023)
finaliści
- Anna Bikont, Cena. W poszukiwaniu żydowskich dzieci po wojnie, Wydawnictwo Czarne
- Christina Lamb, Nasze ciała, ich pole bitwy. Co wojna robi kobietom (Our Bodies, Their Battlefield: What War Does to Women), przeł. z jęz. angielskiego Agnieszka Sobolewska, wyd. Znak Literanova
- Jakub Sieczko, Pogo, wyd. Dowody na Istnienie
- Ilona Wiśniewska, Migot. Z krańca Grenlandii, Wydawnictwo Czarne
- Anna Goc, Głusza, wyd. Dowody na Istnienie

pozostałe nominacje
- Matthieu Aikins, Nadzy nie boją się wody. Reportaż o ucieczce przed wojną (The Naked Don't Fear the Water: An Underground Journey with Afghan Refugees), przeł. z jęz. angielskiego Tomasz Macios, wyd. Znak Koncept
- Urszula Chylaszek, Kanska. Miłość na Wyspach Owczych, Wydawnictwo Poznańskie
- Elizabeth Kolbert, Pod białym niebem. Natura przyszłości (Under a White Sky: The Nature of the Future), przeł. z jęz. angielskiego Jakub Jedliński, wyd. Filtry
- Anna Liminowicz, Zamalowane okna, wyd. Dowody na Istnienie
- Katarzyna Włodkowska, Na oczach wszystkich. Historia przypadku polskiego Fritzla, wyd. Wielka Litera

Edycja XV (2024)
finaliści
- Marta Abramowicz, Irlandia wstaje z kolan, Wydawnictwo Krytyki Politycznej
- Ersin Karabulut, Kroniki ze Stambułu, tom 1 (Journal inquiet d'Istanbul - Tome 1), przeł. z jęz. francuskiego Ada Wapniarska, wyd. timof comics
- Michał Książek, Atlas dziur i szczelin, wyd. Znak Literanova
- Fernanda Melchor, To nie jest Miami (Aquí no es Miami), przeł. z jęz. hiszpańskiego Tomasz Pindel, Wydawnictwo ArtRage
- Bartosz Żurawiecki, Ojczyzna moralnie czysta. Początki HIV w Polsce, Wydawnictwo Czarne

pozostałe nominacje
- Martín Caparrós, Ñameryka (Ñameryka), przeł. z jęz. hiszpańskiego Wojciech Charchalis, Wydawnictwo Literackie
- Katarzyna Kobylarczyk, Ciałko. Hiszpania kradnie swoje dzieci, Wydawnictwo Czarne
- Joanna Kuciel-Frydryszak, Chłopki. Opowieść o naszych babkach, Wydawnictwo Marginesy
- Małgorzata Nocuń, Miłość to cała moja wina. O kobietach z byłego Związku Radzieckiego, Wydawnictwo Czarne
- Paweł Pieniążek, Opór. Ukraińcy wobec rosyjskiej inwazji, Wydawnictwo W.A.B.

Edycja XVI (2025)
finaliści
- Andrzej Dybczak, Las duchów, Wydawnictwo Nisza
- Sam Knight, Biuro Przeczuć. Historia psychiatry, który chciał przewidzieć przyszłość (The Premonitions Bureau: A True Account of Death Foretold), przeł. z jęz. angielskiego Agnieszka Wilga, Wydawnictwo Czarne
- Patricia Nieto, Wybrani (Los escogidos), przeł. z jęz. hiszpańskiego Aleksandra Wiktorowska, Wydawnictwo ArtRage
- Maciej Pisuk, Staniemy się tacy jak on. Głosy z przeklętej ulicy, Wydawnictwo Cyranka
- Pablo Trincia, Diabły z Bassa Modenese. Najmroczniejsze śledztwo współczesnych Włoch (Veleno: una storia vera), przeł. z jęz. włoskiego Tomasz Kwiecień, Wydawnictwo Otwarte

pozostałe nominacje
- Agnieszka Burton, Ozland. Przestrzeń jest wszystkim, Wydawnictwo Dowody
- Sally Hayden, Za czwartym razem zatonęliśmy (My Fourth Time, We Drowned: Seeking Refuge on the World's Deadliest Migration Route), przeł. z jęz. angielskiego Przemysław Hejmej, Wydawnictwo Sonia Draga / Post Factum
- Aneta Prymaka-Oniszk, Kamienie musiały polecieć. Wymazywana przeszłość Podlasia, Wydawnictwo Czarne
- Nathan Thrall, Jeden dzień z życia Abeda Salamy (A Day in the Life of Abed Salama: Anatomy of a Jerusalem Tragedy), przeł. z jęz. angielskiego Monika Bukowska, Wydawnictwo Znak Literanova
- Juan Villoro, Miasto Meksyk. Poziomy zawrót głowy (El vértigo horizontal. Una ciudad llamada México), przeł. z jęz. hiszpańskiego Barbara Bardadyn, Wydawnictwo Bo.wiem

## Jury
Zgodnie z Regulaminem jury Nagrody im. Ryszarda Kapuścińskiego składa się z pięciu osób. Członkostwo w jury jest rotacyjne, a począwszy od drugiej edycji co roku następuje wymiana dwóch jego członków.
Skład jury Nagrody w kolejnych edycjach:
- Edycja I (2010): Małgorzata Szejnert (przewodnicząca), Joanna Bator, Anders Bodegård, Maciej J. Drygas, Iwona Smolka
- Edycja II (2011): Małgorzata Szejnert (przewodnicząca), Anders Bodegård, Maciej J. Drygas, Tomasz Łubieński, Olga Stanisławska
- Edycja III (2012): Małgorzata Szejnert (przewodnicząca), Joanna Bator, Anders Bodegård, Maciej J. Drygas, Piotr Mitzner
- Edycja IV (2013): Małgorzata Szejnert (przewodnicząca), Joanna Bator, Maciej J. Drygas, Iwona Smolka, Maciej Zaremba Bielawski
- Edycja V (2014): Maciej Zaremba Bielawski (przewodniczący), Piotr Mitzner, Elżbieta Sawicka, Iwona Smolka, Olga Stanisławska
- Edycja VI (2015): Maciej Zaremba Bielawski (przewodniczący), Piotr Mitzner, Elżbieta Sawicka, Iwona Smolka, Olga Stanisławska
- Edycja VII (2016): Maciej Zaremba Bielawski (przewodniczący), Ewa van den Bergen-Makała, Piotr Mitzner, Katarzyna Nowak, Lidia Ostałowska
- Edycja VIII (2017): Olga Stanisławska (przewodnicząca), Mariusz Kalinowski, Katarzyna Nowak, Elżbieta Sawicka, Tadeusz Sobolewski
- Edycja IX (2018): Piotr Mitzner (przewodniczący), Dorota Danielewicz, Magdalena Grochowska, Katarzyna Nowak, Mariusz Kalinowski
- Edycja X (2019): Olga Stanisławska (przewodnicząca), Wiliam R. Brand, Julia Fiedorczuk, Tadeusz Sobolewski, Nina Witoszek
- Edycja XI (2020): Piotr Mitzner (przewodniczący), Wiliam R. Brand, Julia Fiedorczuk, Abel A. Murcia Soriano, Katarzyna Surmiak-Domańska[15]
- Edycja XII (2021): Katarzyna Surmiak-Domańska (przewodnicząca), Wiliam R. Brand, Julia Fiedorczuk, Abel Murcia Soriano, Elżbieta Sawicka, Maria Krawczyk[65]
- Edycja XIII (2022): Katarzyna Surmiak-Domańska (przewodnicząca), William R. Brand, Wojciech Jagielski, Taciana Niadbaj, Elżbieta Sawicka[66]
- Edycja XIV (2023): Katarzyna Surmiak-Domańska (przewodnicząca), Elżbieta Sawicka, Ludwika Włodek, William R. Brand, Abel Murcia Soriano[58]
- Edycja XV (2024): Katarzyna Surmiak-Domańska (przewodnicząca), Søren Gauger, Elżbieta Sawicka, Abel Murcia Soriano, Ludwika Włodek[61]
- Edycja XVI (2025): Ludwika Włodek (przewodnicząca), Søren Gauger, Elżbieta Sawicka, Łukasz Grzymisławski, Katarzyna Surmiak-Domańska[6]

Organizacją i koordynacją prac jury kieruje Sekretarz, którym od pierwszej edycji była Bożena Dudko. W 2020 Biuro Kultury Urzędu m.st. Warszawy nie przedłużyło z nią kontraktu, a na stanowisko powołano Marię Krawczyk, dotychczasową menedżerkę. Wzbudziło to sprzeciw części osób związanych z nagrodą.

## Nagroda Translatorska dla Tłumaczy Ryszarda Kapuścińskiego
W latach 2015–2020 funkcjonowała Nagroda Translatorska dla Tłumaczy Ryszarda Kapuścińskiego. Powołała ją Nagroda im. Ryszarda Kapuścińskiego, partnerowali jej Instytut Książki, Instytut Adama Mickiewicza i Fundacja im. Ryszarda Kapuścińskiego – Herodot. Mecenasem nagrody został Kulczyk Investments.
Nagroda wręczana była w dwóch kategoriach: za całokształt twórczości translatorskiej tłumaczowi i promotorowi twórczości Ryszarda Kapuścińskiego za granicą oraz za przekład na nowy język, czyli taki, na który prace Kapuścińskiego nie były jeszcze tłumaczone. Zwycięzcy otrzymywali nagrodę pieniężną w wysokości 10 tys. zł (w 2020 było to 15 tys. zł.). Laureatów ogłaszano razem z długą listą nominacji do Nagrody im. Ryszarda Kapuścińskiego.

### Laureaci nagrody za całokształt twórczości translatorskiej
- Edycja VI (2015): Vera Verdiani (piętnaście przekładów na jęz. włoski)[68]
- Edycja VII (2016): dr Martin Pollack (trzynaście przekładów na jęz. niemiecki)[69]
- Edycja VIII (2017): Katarzyna Mroczkowska-Brand i William R. Brand (pierwszy przekład Cesarza na jęz. angielski w 1983)[70]
- Edycja IX (2018): dwa równorzędne wyróżnienia[71]:
  - Błagowesta Lingorska-Naczewska (trzynaście przekładów na jęz. bułgarski)
  - Anders Bodegård (pięć przekładów na jęz. szwedzki)
- Edycja X (2019): dwa równorzędne wyróżnienia[72]:
  - Agata Orzeszek-Sujak (trzynaście przekładów na jęz. hiszpański)
  - Véronique Patte (dziesięć przekładów na jęz. francuski)
- Edycja XI (2020): Ole Selberg (sześć przekładów na jęz. norweski)[73]

### Laureaci nagrody za przekład na nowy język
- Edycja VI (2015): Lidija Tanuszewska (pierwszy przekład z oryginału na jęz. macedoński, Imperium)
- Edycja VII (2016): dr Osman Fırat Baş (pierwszy przekład z oryginału na jęz. turecki, Pożegnanie z Herodotem)
- Edycja VIII (2017): nagrody nie przyznano
- Edycja IX (2018): nagrody nie przyznano
- Edycja X (2019): nagrody nie przyznano
- Edycja XI (2020): nagrody nie przyznano

### Jury
Skład Kapituły nie zmieniał się od drugiej edycji, kiedy dołączyła do niej Vera Verdiani, pierwsza laureatka nagrody. Pozostali członkowie to: Alicja Kapuścińska (wdowa po pisarzu), Bożena Dudko (sekretarz kapituły), Miłada Jędrysik (do 2016 w Instytucie Adama Mickiewicza, od 2017 w Przekroju), Elżbieta Kalinowska (do 2016 w Instytucie Książki), Jarosław Sroka (Kulczyk Invsetments).